# Mary Knight Wood
Mary Knight Wood Mason, née le 17 avril 1857 et morte le 20 décembre 1944, est une pianiste, professeur de musique et compositrice américaine.

## Biographie
Elle naît à Easthampton, Massachusetts, fille du Lieutenant-gouverneur, fabricant et philanthrope Horatio G. Knight (en) et de Mary Ann Huntoon Knight. Elle fait ses études au Charlier Institute à New York et à la Miss Porter's School (en) à Farmington, Connecticut. Elle a pour professeurs Karl Klauser, Benjamin Johnson Lang (en) et Henry Holden Huss (en).
Knight épouse Charles Greenleaf Wood de Boston en 1879 et Alfred Bishop Mason de New York en 1914, avec  lequel elle vivait à  New York et passait l'été dans une cabane dans les Montagnes Catskill. Elle meurt à Florence, Italie,.

## Œuvres
Elle a publié une cinquantaine de chansons dont :
- Afterward
- Thou
- Ashes of Roses (paroles d'Elaine Goodale)
- Thy name
- Songs of sleep

Sa musique a été enregistrée et publiée sur CD :
- Women at an Exposition: Music Composed by Women and Performed at the 1893 World's Fair in Chicago CD Audio (27 juillet 1993) Koch Int'l Classics ASIN: B000001SH8

## Source
- (en) Cet article est partiellement ou en totalité issu de l’article de Wikipédia en anglais intitulé « Mary Knight Wood » (voir la liste des auteurs).